# بورسيرة رخوة الأزهار
بورسيرة رخوة الأزهار (الاسم العلمي:Bursera laxiflora) هي نوع من النباتات تتبع جنس البورسيرة من الفصيلة البخورية.